# クリスチャン・アカデミー・イン・ジャパン
クリスチャン・アカデミー・イン・ジャパン（Christian Academy in Japan, CAJ）は、東京都東久留米市にあるインターナショナル・スクールである。 
1950年（昭和25年）に、キリスト教宣教師の子供たちのために設立され、幼稚園から高校までキリスト教に基づく一貫教育を行うインターナショナル・スクール。授業はすべて英語で行われ、アメリカ合衆国の教育規格に基づいている。国際的な評価団体WASC（Western Association of Schools and Colleges、米国・西部学校大学協会）の認定を受けている。文部科学省が定める日本国内の大学への入学資格を認められている。
全校生徒数は約460名で、約40%以上の生徒がアメリカ国籍であり、日本、韓国、他20カ国以上の学生が在籍している。

## 主な卒業生
- キコ・ウィルソン
- 田中葉奈アレクシス
- 小澤マリア